# Talsperre Charco del Cura
Die Talsperre Charco del Cura (spanisch Presa de Charco del Cura) ist eine Talsperre mit Wasserkraftwerk in der Gemeinde El Tiemblo, Provinz Ávila, Spanien. Sie staut den Alberche zu einem Stausee auf. Die Talsperre dient sowohl der Stromerzeugung als auch der Bewässerung und Trinkwasserversorgung. Sie wurde 1931 fertiggestellt. Die Talsperre ist in Staatsbesitz und wird von Naturgy betrieben.

## Absperrbauwerk
Das Absperrbauwerk ist eine Gewichtsstaumauer aus Beton mit einer Höhe von 32 m über der Gründungssohle. Die Mauerkrone liegt auf einer Höhe von 651 m über dem Meeresspiegel. Die Länge der Mauerkrone beträgt 130 m. Das Volumen der Staumauer beträgt 32.000 m³.
Die Staumauer verfügt sowohl über einen Grundablass als auch über eine Hochwasserentlastung. Über den Grundablass können maximal 25 m³/s abgeleitet werden, über die Hochwasserentlastung maximal 900 m³/s. Das Bemessungshochwasser liegt bei 1200 m³/s.

## Stausee
Beim normalen Stauziel von 648 m erstreckt sich der Stausee über eine Fläche von rund 0,34 (bzw. 0,35) km² und fasst 3 (bzw. 4) Mio. m³ Wasser; davon können 3 Mio. m³ für die Stromerzeugung genutzt werden.

## Kraftwerk
Die installierte Leistung des Kraftwerks beträgt 16,2 (bzw. 17) MW.